# Suvorov
Suvorov (russisk: Суворов) er en sovjetisk film fra 1941 af Vsevolod Pudovkin og Mikhail Doller.

## Medvirkende
- Nikolaj Tjerkasov-Sergejev som Aleksandr Suvorov
- Aleksandr Khanov som Platonych
- Mikhail Astangov som Aleksandr Arakcheyev
- Apollon Jatjnitskij som Pavel I
- Georgij Kovrov som Prokhor